# اصل برابری سلاح‌ها در امور کیفری
اصل برابری سلاح‌ها در امور کیفری عبارت است از برابری شرایط و امکانات دفاع از خود (طرفین دعوا) در یک موضوع حقوقی یا کیفری. به عبارتی دیگر طرفین دعوا، بالاخص متهم، باید از امکانات برابر برخوردار باشند. اهمیت این موضوع در دعاوی کیفری ملموس‌تر از دعاوی مدنی‌ست چرا که اصل ترافعی بودن (وجود مدعی و منکر) در محاکمات در موضوعات مدنی، مانع از خدشۀ جدی بر اصل مذکور  می‌شود، لیکن در دعاوی کیفری به دلیل سپردن اختیار تعقیب متهم به دادستان که بهره‌مند از امکانات دولتی و نیروی متخصص است، مانع جدی بر سر راه اعمال این اصل و رعایت آن است. در چنین وضعی اگر از متهم حمایت نشود، رهایی متهم از اتهام، در صورت بی‌گناهی، دشوار خواهد بود.